# Niels Nielsen (godsejer)
 Der er flere personer med dette navn, se Niels Nielsen.
Niels Nielsen (16. juni 1636 på Lundø i Fjends Herred – 4. september 1708 i Odense) var en dansk godsejer.
Hans forældre var bønder, og han kom tidlig i tjeneste hos forskellige adelsmænd i Vestjylland. I 1656 var han skriver på Riberhus, i 1667 foged på Kjærgård, senere forpagter på Øllufgård, og i 1671 blev han provstiskriver. I 1674 blev han forpagter af Endrupholm, der tilhørte den stærkt forgældede Vibeke Rosenkrantz.
Han var en virksom person, der samlede sig en formue, og da han forstod at benytte sig af forholdene på en tid, hvor det gik stærkt tilbage for de adelige, samlede han sig betydeligt jordegods.
I 1679 købte han Hennegård, i 1684 Hesselmed (i forening med Anders Nielsen til Søvig) og i 1686 Endrupholm, som Vibeke Rosenkrantz måtte sælge for at indfrie sin gæld.
I 1671 blev han gift med Anna Stephansdatter, datter af borgmester Stephan Nielsen i Varde; hun døde på Endrupholm i 1717. Deres børn tog efter fødegården navnet Endorph; en af dem, Stephan Nielsen, der senere ejede Endrupholm, blev adlet med navnet Ehrenfeld.
Niels Nielsen døde i 1708 under et besøg i Odense Bispegård.